# Antoniusz i Kleopatra

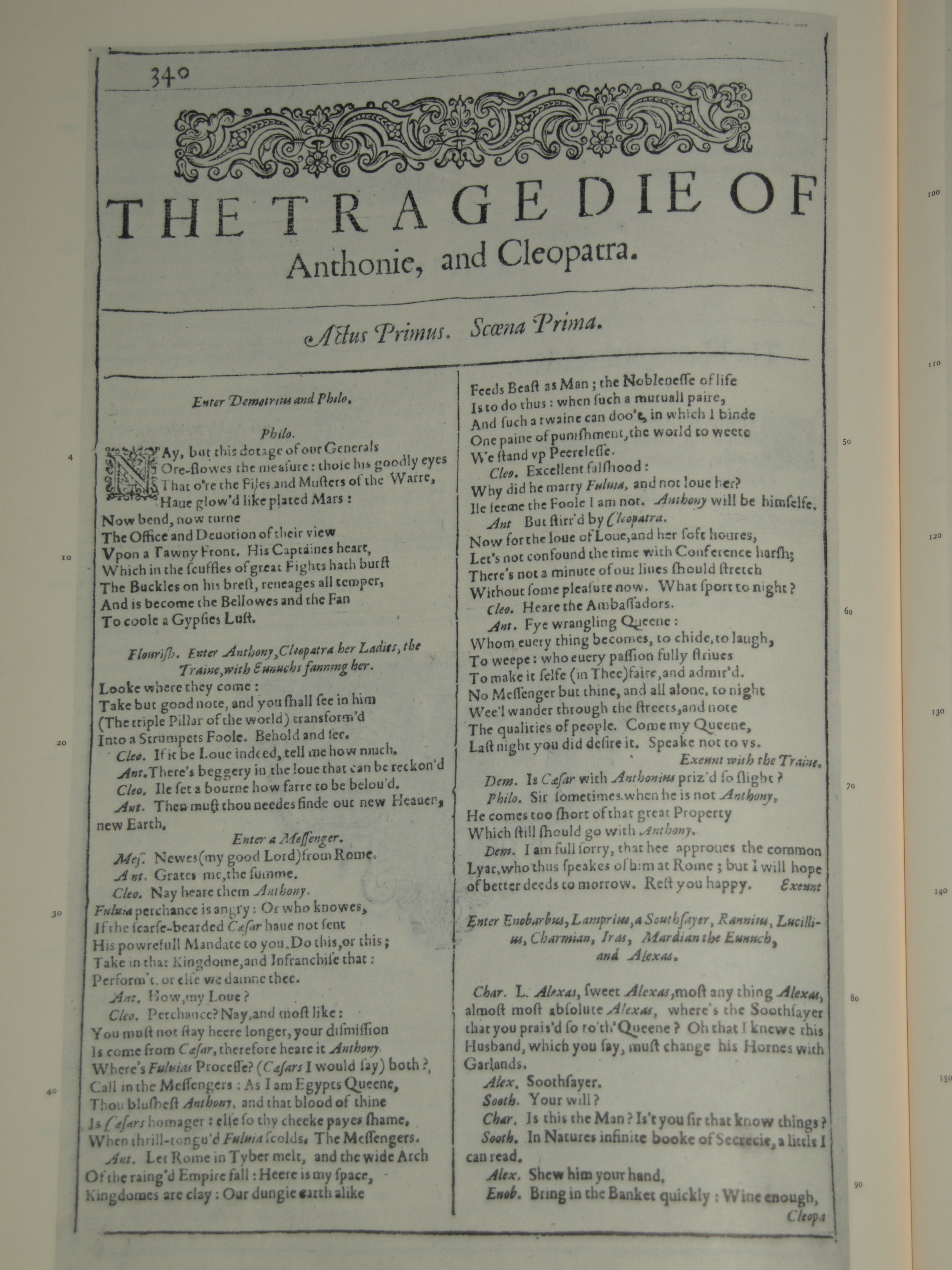
Pierwsza strona dramatu w folio z 1623

Antoniusz i Kleopatra (ang. Antony and Cleopatra) – tragedia Williama Shakespeare’a w pięciu aktach powstała w latach 1606–1607.
Pierwsza inscenizacja tej sztuki miała miejsce prawdopodobnie w 1606 roku.
Po raz pierwszy wydana została drukiem w 1623 roku, w Pierwszym Folio.

## Przegląd treści
Akcja utworu toczy się w Italii, a także w Egipcie, po śmierci Cezara, obejmuje okres dziesięciu lat. W dziele przedstawiony został historyczny spór pomiędzy Antoniuszem i Kleopatrą a Oktawianem Augustem. Shakespeare zachował podstawowe fakty historyczne, jednak część z nich zmodyfikował na potrzeby utworu – taki zabieg zastosował, obarczając Kleopatrę winą za porażkę w bitwie pod Akcjum, mimo że historia nie stwierdza tego jednoznacznie.

## Postacie
- Marek Antoniusz – ambitny żołnierz, myśląc, że Kleopatra nie żyje, sam popełnia samobójstwo
- Oktawiusz Cezar – przybrany syn Cezara, pogromca Antoniusza
- Kleopatra – królowa Egiptu; popełnia samobójstwo nie chcąc dostać się w ręce Cezara
- Emiliusz Lepidus – członek triumwiratu uwięziony przez Oktawiusza
- Sekstus Pompejusz – syn Pompejusza Wielkiego
- Wentydiusz
- Eros
- Eufroniusz
- Agryppa
- Dolabella
- Wróżbiarz
- Mardian
- Demetriusz i Filo
- Oktawia

## Ekranizacje
Po raz pierwszy ten dramat Shakespeare’a został przeniesiony na ekran w 1972 roku. Reżyserem był Charlton Heston, który zagrał także rolę Antoniusza. W 1981 roku w studiach BBC powstał film telewizyjny Antoniusz i Kleopatra; jego reżyserem był Jonathan Miller, zaś w głównych rolach wystąpili Colin Blakely i Jane Lapotaire.